# Aleksander Cepuš
Aleksander Cepuš (Celje, 10. listopada 1967.), slovenski je gitarist, basist i skladatelj. 

## Venjske poveznice
- Alex Cepuš - Alex Bass (Didakta, Radovljica, Slovenija)  1992
- Škratek Solatek (Amadeus, Ljubljana, Slovenija)  1994